# Sin City : J'ai tué pour elle
Pour les articles homonymes, voir Sin City.
Série
Sin City
(2005)
Pour plus de détails, voir Fiche technique et Distribution.
Sin City : J'ai tué pour elle (Sin City: A Dame to Kill For) est un film américain réalisé par Frank Miller et Robert Rodriguez, sorti en 2014.
Il s'agit d'une suite à Sin City (2005), adapté de la série de comics du même nom de Frank Miller publiée par Dark Horse Comics. Ce second film est tiré notamment du tome 2 J'ai tué pour elle ainsi que d'autres histoires incluses dans le tome 6 Des filles et des flingues.
Contrairement au premier film, Sin City : J'ai tué pour elle est un échec commercial et reçoit des critiques globalement négatives.

## Synopsis

### Just Another Saturday Night
À Basin City, surnommée Sin City (« la ville du péché »), Marv a eu un accident de la route. Il essaie de se remémorer sa soirée. Il se rappelle qu'il avait surpris un groupe d'étudiants en train d'asperger d'essence un homme ivre affalé sur le trottoir. L'un d'eux l'a surnommé "Bernie" avant que Marv réplique. Ils s'enfuient, mais Marv les rattrape, causant l'accident qu'il a eu, mais les retrouve dans son ancien quartier où, avec l'aide de ses anciens voisins, il les tue. Il comprend en même temps la signification de "Bernie" : la marque du manteau qu'il porte.

### Johnny(partie 1)
Johnny est décidé à faire fortune dans la ville. Il rencontre Marcie, une serveuse du bar qui lui porte chance. Après avoir gagné en jouant à des machines à sous, il s'insère à une table de poker où joue le sénateur Roark. Il joue jusqu'à avoir gagné tous les jetons du sénateur. Humilié, le sénateur se venge plus tard en lui brisant des doigts, en lui tirant une balle dans la jambe, et en prenant tout son argent. Johnny veut se venger...

### J'ai tué pour elle
Dwight McCarthy est un photographe minable qui réalise sur contrat des clichés sur le vif de notables en train de tromper leur femme. C'est dans ce contexte qu'il sauve la vie d'une escorte menacée de mort par l'un des notables qu'il doit photographier. Plus tard, Ava Lord vient voir son ancien amant Dwight. Ce dernier est peu enclin à l'écouter, car elle l'a fait souffrir par le passé. Ils sont ensuite rejoints par Manute, le massif homme de main du richissime mari d'Ava, Damien Lord. Dwight ne peut s'empêcher de suivre Ava et Manute et observe cette dernière se baigner une fois rentrée chez elle, mais Manute le surprend et le passe à tabac. Dwight est ensuite reconduit chez lui, où il surprend Ava, qui l'attend nue. Envoûté, Dwight couche avec elle, et elle lui confie avoir peur de son mari et de Manute, qui la maltraitent. Ils sont à nouveau surpris par Manute qui se débarrasse de Dwight avant de reconduire Ava chez elle.
Décidé à aider Ava, Dwight demande l'aide de Marv, qui l'accompagne chez Ava et neutralise tous les gardes. Dwight monte directement voir Damien Lord et le tue ; Ava arrive ensuite, et déclare triomphalement qu'elle a dupé Dwight pour qu'il tue son mari et qu'elle puisse récupérer sa fortune. Elle tente de tuer Dwight mais il parvient à s'enfuir et Marv l'emmène jusqu'à la vieille ville, où son ancienne amante Gail le soigne. Dwight subit ensuite une opération de chirurgie esthétique pour ne pas être reconnu. 
Entretemps, deux policiers enquêtent sur la mort de Damien Lord. Ava séduit l'un d'entre eux, Mort, et lui fait tourner la tête pour qu'il tue Dwight. Le partenaire de Mort, Bob, tente de ramener Mort à la raison, mais ce dernier finit par le tuer avant de se suicider. Prêt à prendre sa revanche, Dwight retourne chez Ava avec Gail et Miho. Manute l'a toutefois reconnu et s'apprête à le tuer. Gail et Miho font diversion en provoquant une explosion, et Dwight tire plusieurs fois sur Manute. Toujours debout, il est achevé par Ava, qui tente à nouveau de séduire Dwight, mais celui-ci l'abat.

### Johnny(partie 2)
Après s'être fait soigner par un excentrique docteur, Johnny tente de retrouver Marcie, mais découvre qu'elle a été tuée par Roark. Il se rend dans un bar où une serveuse, touchée par son histoire, lui donne un billet, avec lequel il repart jouer de l'argent, et il gagne à nouveau tous les jetons du sénateur. Alors que Johnny fait remarquer à Roark, goguenard, qu'il l'a battu deux fois devant ses amis, ce dernier lui tire une balle dans la tête avant qu'il ne parte de la table.

### Nancy
Nancy Callahan, toujours danseuse, vit dans le souvenir de John Hartigan. Elle souhaite se venger du sénateur Roark, qu'elle estime responsable de son suicide. Après s'être entraînée plusieurs années au tir, elle décide de prendre d'assaut la maison du sénateur, et convainc Marv de l'accompagner après s'être lacéré le visage et lui avoir fait croire que Roarke était le responsable. Une fois sur place, ils tuent de nombreux gardes, mais Marv est blessé. Nancy continue jusqu'au sénateur qui parvient à l'immobiliser après lui avoir tiré dessus deux fois, et s'apprête à la tuer. Il a alors une vision d'Hartigan dans son miroir, ce qui permet à Nancy de récupérer son arme et de l'éliminer pour de bon.

## Fiche technique
- Titre : Sin City : J'ai tué pour elle
- Titre original : Sin City: A Dame to Kill For
- Réalisation : Frank Miller et Robert Rodriguez
- Scénario : Frank Miller, d'après son roman graphique J'ai tué pour elle et autres histoires parues dans Sin City
- Musique : Robert Rodriguez et Carl Thiel
- Décors : Caylah Eddleblute et Steve Joyner
- Costumes : Nina Proctor
- Photographie : Robert Rodriguez
- Son : Robert Rodriguez, Seva Solntsev, Tim Rakoczy, Brad Engleking
- Montage : Robert Rodriguez
- Production : Robert Rodriguez, Alexander Rodnyansky, Sergei Bespalov, Aaron Kaufman, Stephen L'Heureux et Mark C. Manuel

Production exécutive : Marty P. Ewing
Production déléguée : Elizabeth Avellan, Marina Bespalov, Allyn Stewart, Alastair Burlingham, Sam Englebardt, Adam Fields, Wayne Marc Godfrey,
Production déléguée : Frank Miller, Samuel Hadida, Victor Hadida, Jere Hausfater, Kia Jam, William D. Johnson, Marci Madison, Kipp Nelson,
Production déléguée : Bob Weinstein, Harvey Weinstein, Tim Smith, Oleg Boyko, Boris Teterev, Ted O'Neal et Mark Brooke (non crédité).
Production associée : Silenn Thomas
Coproduction : Anton Klimov et Tom Proper
- Sociétés de production[2] :
  - Dimension Films, Miramax, The Weinstein Company, Troublemaker Studios,
  - Aldamisa Entertainment, Demarest Films, Solipsist Film et The Fyzz Facility
- Sociétés de distribution :
  - États-Unis : TWC-Dimension
  - France : Metropolitan Filmexport
  - Canada : Bandwidth Digital Releasing, Entertainment One
  - Suisse : Ascot Elite Entertainment Group
- Budget : 65 millions de $[3],[4]
- Pays d'origine :  États-Unis
- Langue originale : anglais
- Format[5] : Noir et blanc avec un soupçon de couleurs (DeLuxe) (Technicolor) - 35 mm / D-Cinema - 1,85:1 (Panavision)
  - son DTS | Dolby Digital | SDDS | Dolby SR
- Genre : Néo-noir[6], thriller et action
- Durée : 102 minutes
- Dates de sortie[7] :
  - États-Unis, Québec[8] : 22 août 2014
  - France, Belgique, Suisse romande[9] : 17 septembre 2014
- Classification[10] :
  -  États-Unis : Interdit aux moins de 17 ans (certificat #49212) (R – Restricted) [Note 1].
  -  France : Interdit aux moins de 12 ans (visa d'exploitation no 140284)[11],[12].
  -  Québec : 16 ans et plus (16+ / 16 years and over).

## Distribution
- Mickey Rourke (VF : Michel Vigné ; VFQ : Jean-Marie Moncelet) : Marv
- Jessica Alba (VF : Barbara Delsol ; VFQ : Audrey Lacasse) : Nancy Callahan
- Josh Brolin (VF : Philippe Vincent ; VFQ : Gilbert Lachance) : Dwight McCarthy
- Rosario Dawson (VF : Sara Martins ; VFQ : Marie-Lyse Laberge-Forest) : Gail
- Joseph Gordon-Levitt (VF : Alexis Victor ; VFQ : Hugolin Chevrette-Landesque) : Johnny
- Eva Green (VF : Marie-Laure Dougnac ; VFQ : Marika Lhoumeau) : Ava Lord
- Powers Boothe (VF : Patrick Raynal ; VFQ : Jacques Lavallée) : le sénateur Roark
- Bruce Willis (VF : Patrick Poivey ; VFQ : Jean-Luc Montminy) : John Hartigan
- Dennis Haysbert (VF : Paul Borne ; VFQ : Pierre Chagnon) : Manute
- Stacy Keach (VF : Patrice Melennec) : Wallenquist
- Jaime King (VF : Barbara Kelsch) : Goldie / Wendy
- Ray Liotta (VF : Emmanuel Jacomy ; VFQ : Alain Zouvi) : Joey
- Jeremy Piven (VF : Lionel Tua ; VFQ : Louis-Philippe Dandenault) : Bob
- Jamie Chung : Miho
- Christopher Meloni (VF : Jérôme Rebbot ; VFQ : Benoit Rousseau) : Mort
- Juno Temple (VF : Diane Dassigny) : Sally
- Jude Ciccolella (VF : Patrick Bethune) : Commissaire Liebowitz
- Marton Csokas (VF : Raphaël Cohen) : Damien Lord
- Julia Garner (VF : Leslie Lipkins) : Marcie
- Callie Hernandez : Thelma
- Lady Gaga (VF : Edwige Lemoine) : Bertha, la serveuse (caméo)
- Christopher Lloyd (VF : Pierre Hatet ; VFQ : Hubert Fielden) : le docteur Kroenig (caméo)
- Frank Miller : un homme à la télévision / un homme au bar attablé avec Marv (caméos)
- Johnny Reno : Weevil
- Robert Rodriguez : un homme à la télévision (caméo)
- Bob Schreck : Mulgrew (caméo)
- Alexa Vega : Gilda
- Patricia Vonne : Dallas

Source et légende : VF, ; VQ

## Production

### Développement

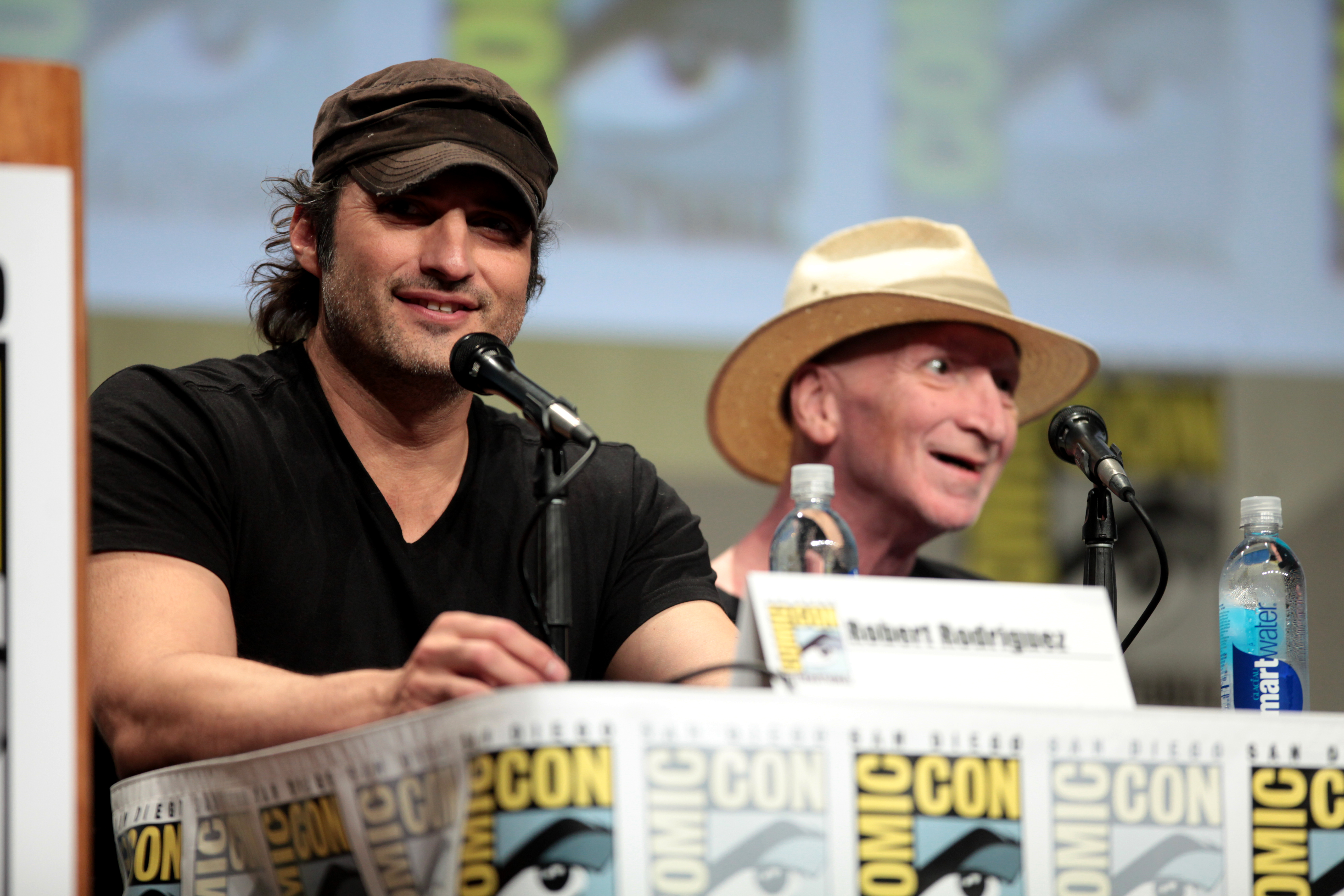
Rodriguez et Miller au Comic-Con de San Diego en 2014

Un an environ après la sortie de Sin City, le tournage de la suite est envisagé pour le dernier trimestre de 2006. Un Sin City 3 est même annoncé dans la foulée. Le projet met finalement plus de temps et les deux réalisateurs se plaignent du délai de production des frères Harvey et Robert Weinstein.
En août 2011, Robert Rodriguez annonce que le scénario et le financement sont prêts. En septembre 2011, il est révélé que William Monahan a procédé à quelques réécritures du script. En mars 2012, Rodriguez annonce que la production de Sin City 2 débutera mi-2012. Il est ensuite révélé que le film sera en 3D.
Certains personnages décédés dans le premier film réapparaissent dans cette suite. L'auteur Frank Miller explique ce choix : « j'adore m'amuser avec la dimension temporelle dans les livres, comme dans les films : je passe d'une époque à une autre, si bien que les personnages peuvent sembler ressusciter alors qu'en réalité, je me contente de remonter le temps ».

### Attribution des rôles
En février 2006, un an après la sortie en salles de Sin City, Angelina Jolie est pressentie dans le rôle d'Ava Lord.
Johnny Depp et Antonio Banderas ont été plus ou moins attachés au projet dès mars 2007. Le premier avait voulu jouer Jackie Boy dans le premier film mais était pris par le tournage en Europe de Rochester, le dernier des libertins.
Avant de reprendre son rôle de Marv, Mickey Rourke a montré quelques réticences en raison des nombreuses heures de maquillage qu'il avait dû subir pour le premier film.
Pour le rôle de Miho, Jamie Chung remplace Devon Aoki, en raison de la grossesse de cette dernière. Dennis Haysbert reprend quant à lui le rôle de Manute incarné par Michael Clarke Duncan dans le premier, en raison du décès de ce dernier.
En janvier 2013, alors que le tournage a déjà commencé, Joseph Gordon-Levitt rejoint le casting dans le rôle de Johnny, initialement proposé à Johnny Depp. Par ailleurs, Josh Brolin collabore à nouveau avec Robert Rodriguez après Planète Terreur et remplace Clive Owen dans le rôle de Dwight. Quelques jours plus tard c'est au tour de Juno Temple, Ray Liotta et Jeremy Piven de se joindre au projet. Jeremy Piven remplace finalement Michael Madsen, qui incarnait Bob dans le premier film, pourtant annoncé au départ au casting de ce second volet. De passage au Festival de Sundance 2013, Robert Rodriguez confirme le retour de Bruce Willis dans le rôle de John Hartigan.
Après que les noms de plusieurs actrices ont été évoqués pour le rôle d'Ava Lord, les réalisateurs annoncent finalement le 29 janvier 2013 avoir choisi la Française Eva Green, sans passer d'audition[réf. nécessaire]. En février, Stacy Keach rejoint la distribution dans le rôle du méchant Wallenquist.
En septembre 2013, Joseph Gordon-Levitt révèle qu'il a tourné une scène avec la chanteuse Lady Gaga et qu'il a même été plutôt impressionné par son talent d'actrice.
À la suite de la parution de la première bande-annonce, on peut découvrir la présence de Christopher Lloyd.
Le personnage de Shellie, incarnée par l'actrice Brittany Murphy dans le premier film, aurait pu figurer dans ce volet, mais à la suite de la mort de l'actrice, le personnage n'est pas inclus.

### Tournage
En mars 2012, il est annoncé que le réalisateur tournera le film après Machete Kills, à l'été 2012. Le tournage débute finalement en octobre 2012 à Austin au Texas. Quelques scènes sont également tournées à La Nouvelle-Orléans.
Robert Rodriguez a expliqué que le film était tourné directement en 3D grâce à des caméras très innovantes et performantes. Il justifie ce choix en précisant : « S'il y a bien un univers qui convient à la 3D, c'est celui des romans graphiques de Frank Miller. Grâce à la 3D, on a le sentiment de plonger au cœur même d'un roman graphique ».

### Musique
Bandes originales de Sin City
Sin City
(2005)
La musique du film est composée par Robert Rodriguez et son acolyte Carl Thiel, avec lequel il a collaboré sur ses films Planète Terreur, Shorts, Spy Kids 4: All the Time in the World et Machete Kills. Steven Tyler, le chanteur du groupe Aerosmith, interprète le générique de fin du film, Skin City.
Liste des titres :
1. Main Title (Robert Rodriguez) - 1:28
2. Johnny on the Spot (Robert Rodriguez) - 1:47
3. Johnny Enters Bar (Robert Rodriguez) - 1:34
4. Marv vs Frat Boys (Carl Thiel) - 3:35
5. Nancy's Kiss of Death (Robert Rodriguez) - 1:52
6. Joey (Carl Thiel) - 2:37
7. Kadie's (Robert Rodriguez) - 1:18
8. Ava (Robert Rodriguez et Carl Thiel) - 2:51
9. Dwight Spies on Ava (Robert Rodriguez et Carl Thiel) - 3:24
10. Ava in Bed (Robert Rodriguez) - 1:34
11. Uh Huh (Robert Rodriguez) - 1:11 (feat. Marci Madison)
12. Marv & Dwight (Carl Thiel) - 2:20
13. Ava Seduces Mort (Robert Rodriguez) - 1:47
14. Mort's Descent (Carl Thiel) - 2:01
15. Sin City Waltz (Robert Rodriguez) - 1:39
16. The End of Ava (Robert Rodriguez et Carl Thiel) - 1:43
17. Dr. Kroenig (Robert Rodriguez) - 2:06
18. Johnny Down and Out (Robert Rodriguez) - 2:17
19. I'm Lonely (Rebecca Rodriguez) - 1:33
20. Nancy Visits Grave (Robert Rodriguez & Carl Thiel) - 1:31
21. Skin City (Robert Rodriguez) - 2:38 (feat. Steven Tyler)
22. Marv and Nancy Ride (Carl Thiel) - 2:01
23. Marv Attacks (Robert Rodriguez et George Oldzley) - 1:03
24. Roark (Carl Thiel) - 2:25
25. End Titles (Robert Rodriguez) - 2:12

## Accueil

### Sortie
À l'origine, le film devait sortir le 4 octobre 2013 aux États-Unis. Finalement, la sortie américaine est repoussée au 22 août 2014. Aux États-Unis, l'une des affiches du film est retouchée à la demande de la MPAA, afin que la poitrine d'Eva Green y apparaisse moins dénudée.

### Accueil critique
Sur l'agrégateur américain Rotten Tomatoes, le film récolte 46 % d'opinions favorables pour 153 critiques recensées. Sur Metacritic, le résultat est assez semblable avec une note moyenne de 45⁄100 pour 37 critiques.
En France, le film récolte une moyenne de 2.7⁄5 pour 27 titres de presse recensés par le site AlloCiné. Du côté des avis positifs, Caroline Vié de 20 minutes écrit que « c'est encore plus beau que le premier volet ». Vincent Malausa des Cahiers du cinéma pense que le premier film était « un des grands films orphelins des années 2000 » et que cette suite « joue la carte de la continuité et des retrouvailles, ce qui […] suffit amplement à saisir d'une émotion particulière ». Dans Sud Ouest, Sophie Avon déclare que « c’est toujours la même histoire […] servie dans un écrin d’une beauté à tomber ».
Certaines critiques sont plus partagées. Dans Elle, Khadija Moussou souligne la voix-off omniprésente qui « devient vite agaçante » et ainsi que « les scènes sont très inégales ». Simon Fontvieille du Point regrette des « intrigues [qui] ne brillent pas par leur subtilité » mais précise que « ce Sin City à la sauce 2014 comblera les inconditionnels de Miller et surprendra les néophytes ». Dans Les Fiches du cinéma, Grégory Auzou est lui aussi partagé : « le fond est toujours aussi mince, mais la forme toujours aussi époustouflante dans cette série B explosive, plaisir coupable assumé à 100% ». Gérard Delorme du magazine Première est du même avis : « graphiquement c'est très fort, mais en termes de rythme, de mouvement et de continuité, il y a encore des progrès à faire. Autrement dit : trop de BD, pas assez de ciné ».
Dans Le Parisien, Alain Grasset est beaucoup moins partagé : « Eva Green est peut-être la seule raison d'aller voir ce Sin City 2 dans l'ensemble très confus et assez décevant ». Yannick Vely de Paris Match regrette un film dans lequel « la vulgarité reprend le dessus » et où le « réalisateur-mateur » flatte « l'œil et l'entrejambe, sans se soucier de la cohérence narrative et émotionnelle ». Dans Télérama, Guillemette Odicino met en avant la présence de grands acteurs à qui on donne de « pauvres dialogues de film noir ».

### Box-office
Avec son budget d'environ 65 millions de dollars, le film est considéré comme un échec aux États-Unis et au Canada, avec un démarrage très faible (6 317 683 $ pour le premier week-end contre 29 millions pour le premier film) et seulement 13 609 429 $ après environ un mois d'exploitation.
| Pays ou région    | Box-office      | Date d'arrêt du box-office | Nombre de semaines |
| ----------------- | --------------- | -------------------------- | ------------------ |
| États-Unis Canada | 13 757 804 $    | 9 octobre 2014             | 7                  |
| France            | 348 462 entrées | -                          | -                  |
| Total mondial     | 39 407 616 $    | -                          | -                  |

## Distinctions
Entre 2014 et 2015, Sin City: j'ai tué pour elle a été sélectionné 11 fois dans diverses catégories et a remporté 4 récompenses,.

### Récompenses
- Prix Schmoes d'or (Golden Schmoes Awards) 2014 : Schmoes d'or des Meilleurs S&C de l'année décerné à Eva Green.
- Récompenses Matchflick (Flicker Matchflick Flicker Awards) 2014 :
  - Prix Flicker du Meilleur film d'action décerné à Robert Rodriguez,
  - Prix Flicker de la Meilleure adaptation de roman graphique décerné à Robert Rodriguez.
- Prix des arts créatifs de l'International 3D & société d'imagerie avancée (International 3D & Advanced Imaging Society's Creative Arts Awards) 2015 :
  - Prix des arts créatifs 3D de la Meilleure stéréographie - Action en direct décerné à Justin Jones, James Rees et Chad Cortvriendt.

### Nominations
- BloodGuts UK Horror Awards 2014 :
  - Meilleur acteur dans un second rôle pour Mickey Rourke,
  - Meilleur montage pour Robert Rodriguez,
  - Meilleure bande originale / musique originale pour Robert Rodriguez.
- Cercle des critiques de films féminins 2004 : Les pires images féminines dans un film.
- Festival du cinéma américain de Deauville 2014 : Film de clôture pour Robert Rodriguez et Frank Miller[53].
- Prix Schmoes d'or (Golden Schmoes Awards) 2014 : La plus grande déception de l'année.
- Prix Jupiter 2015 : Meilleure actrice internationale pour Eva Green.